# Бондарь, Георгий Иосифович
Гео́ргий Ио́сифович Бо́ндарь (1893 — 10 марта 1939) — советский военный деятель, заместитель народного комиссара оборонной промышленности СССР, комкор.

## Биография
Русский, из крестьян, высшее образование, поручик царской армии, член ВКП(б) с 1926. Участник Первой мировой и Гражданской войн.
В 1918-1919 командир лёгкого парка 2-й артиллерийской бригады, в 1919-1920 командир артиллерийской батареи, командир лёгкого артиллерийского дивизиона. В 1921 окончил Высшую артиллерийскую школу. С 1921 по 1925 командир артиллерийского дивизиона 15-й стрелковой дивизии, начальник артиллерии 23-й стрелковой дивизии, с 1925 по 1928 инспектор артиллерии и бронесил РККА, начальник артиллерии Приволжского военного округа. С 1926 года член ВКП(б). В 1929 командир 48-й стрелковой дивизии, председатель Артиллерийского комитета Артиллерийского управления РККА, начальник научно-технического управления Артиллерийского управления РККА, в 1929-1930 начальник Артиллерийского управления РККА. В 1930-1932 слушатель Особой группы Военной Академии имени Фрунзе. В 1932-1937 командир 17-й стрелковой Горьковской дивизии. 
26 января—10 февраля 1934 года делегат XVII съезда ВКП(б).
С мая по ноябрь 1937 заместитель начальника Артиллерийского управления РККА, с ноября 1937 по август 1938 заместитель народного комиссара оборонной промышленности СССР.
Арестован 25 августа 1938, приговорён ВКВС СССР 10 марта 1939 к ВМН по обвинению в участии в контр-революционной террористической организации и в тот же день расстрелян, реабилитирован посмертно 25 июня 1956.

## Адрес
Москва, улица Серафимовича, дом 2, квартира 496.